# 海軍總裁
海軍總裁（平假名：かいぐんそうさい）為幕府海軍的最高職位。

## 概要
文久改革所進行的軍制改革。於是在1863年2月6日（文久2年12月18日）蜂須賀齊裕就任海軍總裁，也兼任陸軍總裁。然而、齊裕不久辭職，之後也沒再設置繼任者。
德川慶喜實施慶應改革恢復了這項正規職。1867年2月2日（慶應2年12月28日）稻葉正巳就任海軍總裁。1868年2月17日（慶應4年1月24日）、戊辰戰爭之際正巳辭職。矢田堀景藏繼任此職。
矢田堀奉命負責向新政府軍移交艦隊。海軍副總裁榎本武揚則主張徹底抗戰。在矢田堀與新政府軍交渉之際抓到機會、榎本夾持開陽丸、回天丸、蟠龍丸、千代田形、神速丸、美賀保號、咸臨丸、長鯨丸等八艘舊幕府艦隊，和新選組等幕府主戰派势力往北脫走到北海道建立蝦夷共和國。

## 外部連結
- 海洋政策研究財団「知られざる幕府海軍総裁・矢田堀景蔵」